# Raumpatrouille Orion
Raumpatrouille – Die phantastischen Abenteuer des Raumschiffes Orion (cu sensul de Patrula spațială - Aventurile fantastice ale navei spațiale Orion) este un serial de televiziune german științifico-fantastic. A apărut în 1966, în același an cu serialul american Star Trek: Seria originală. Raumpatrouill este primul și cel mai faimos serial TV german științifico-fantastic. A avut premiera la 17 septembrie 1966 la televiziunea germană (Das Erste).  Serialul alb-negru a devenit cu timpul un element de cult. În serial interpretează actorii Dietmar Schönherr, Eva Pflug, Wolfgang Völz, Claus Holm, Friedrich G. Beckhaus, Ursula Lillig, Charlotte Kerr și Franz Schafheitlin.
În 2003, a fost realizat un film cinematografic cu secvențe compilate din episoadele serialului, film denumit cu litere mici Raumpatrouille Orion -  Rücksturz ins Kino (cu sensul de Patrula spațială Orion - Înapoi în cinema). Cu litere mari, pe ecran, a avut același titlu ca serialul. Filmul a avut premiera la  24 iulie 2003.

## Context
În serial, națiunile nu mai există și planeta Pământ este unită. Farfurii zburătoare, cum ar fi nava spațială Orion, sunt pilotate de oameni, în timp ce extratereștrii zboară cu vehicule asemănătoare avioanelor de luptă. Nava spațială titulară   Orion (în germană: Raumschiff Orion) este prezentată ca fiind un "crucișător spațial foarte rapid" (germană: Schneller Raumkreuzer), cea mai nouă navă spațială din flota umanității și cea mai rapidă navă spațială creată vreodată de oameni.
Serialul prezintă povestea comandantului Cliff Allister McLane (Dietmar Schönherr), un căpitan pământean și a echipajului său loial. El este comandantul navei Orion în războiul în curs de desfășurare împotriva unei rase extraterestre denumită Broaște (denumită Frogs în original în limba  germană). McLane este un sfidător de notorietate al superiorilor săi.

## Distribuție
- Dietmar Schönherr - Commandant Cliff Allister McLane
- Eva Pflug - Lieutenant Tamara Jagellovsk
- Wolfgang Völz - Lieutenant Mario de Monti
- Claus Holm - Lieutenant Hasso Sigbjörnsen
- Friedrich G. Beckhaus - Lieutenant Atan Shubashi
- Ursula Lillig -  Lieutenant Helga Legrelle
- Benno Sterzenbach - Général Winston Woodrov Wamsler
- Friedrich Joloff - Colonel Hendryk Villa
- Hans Cossy - Mareșal Kublai-Krim
- Charlotte Kerr - General Lydia van Dyke
- Thomas Reiner - Ordonnance Michael Spring-Brauner
- Franz Schafheitlin - Sir Arthur
- Christiane Minazzoli - Elle

## Episoade
Au fost realizate 7 episoade:
| Nr. | Titlu                                              | Premiera           |
| --- | -------------------------------------------------- | ------------------ |
| 1 | „(Atac din spațiu)” „Angriff aus dem All”          | 17 septembrie 1966 |
| Aflat la prima sa misiune, după ce a fost mustrat și transferat la serviciul de patrulă spațială, echipajul de pe Orion investighează un avanpost tăcut și descoperă o nouă amenințare extraterestră.                                                                                    |                                                    |                    |
| 2 | „(Planeta din afara cursului)” „Planet außer Kurs” | 1 octombrie 1966   |
| Când Broaștele trimit o planetă rătăcitoare pe un curs de coliziune cu Pământul, doar Orion ar putea să o oprească. |                                                    |                    |
| 3 | „(Păzitorii legii)” „Hüter des Gesetzes”           | 15 octombrie 1966  |
| Echipajul de pe Orion investighează un avanpost minier care nu răspunde la apeluri și descoperă o problemă cu forța de muncă robotică. |                                                    |                    |
| 4 | „(Dezertori)” „Deserteure”                         | 29 octombrie 1966  |
| Un comandant uman încearcă să treacă de partea Broaștelor, dar mai târziu spune că nu-și amintește de incident. Când Orion primește comanda să se ducă în sectorul în care a avut loc incidentul, lucruri similare se întâmplă echipajului, iar loialitățile lor sunt puse la încercare. |                                                    |                    |
| 5 | „(Bătălia pentru Soare)” „Kampf um die Sonne”      | 12 noiembrie 1966  |
| Variații ale energiei Soarelui amenință climatul Pământului. Echipajul Orion investighează și descoperă o colonie de mult uitată a umanității care ar putea fi responsabilă pentru acest incident.                                                                                       |                                                    |                    |
| 6 | „(Capcana spațială)” „Die Raumfalle”               | 26 noiembrie 1966  |
| La bordul navei Orion sosește un scriitor în căutarea inspirației pentru noul său roman, dar asta nu face lucrurile mai ușoare atunci când echipajul întâlnește o colonie de oameni proscriși cu ambiții periculoase.                                                                    |                                                    |                    |
| 7 | „(Invazie)” „Invasion”                             | 10 decembrie 1966  |
| Un comportament neobișnuit al ofițerilor de rang înalt îl face pe comandantul McLane să suspecteze o conspirație. Nimeni nu-i ascultă avertismentele până nu este prea târziu: invazia Broaștelor este deja în plină desfășurare.                                                        |                                                    |                    |

## Legături externe
- Raumpatrouille - Die phantastischen Abenteuer des Raumschiffes Orion la Internet Movie Database
- de  Starlight Casino
- de  AC1000 - Raumpatrouille fan group
- de  Raumpatrouille Orion Rücksturz ins Kino (the movie)
- de  Raumpatrouille quiz
- English subtitles for all the episodes
- English review of the series

## Vezi și
- Științifico-fantasticul în Germania
- Cronologia științifico-fantasticului
- Listă de seriale științifico-fantastice